# پیست سوزوکا

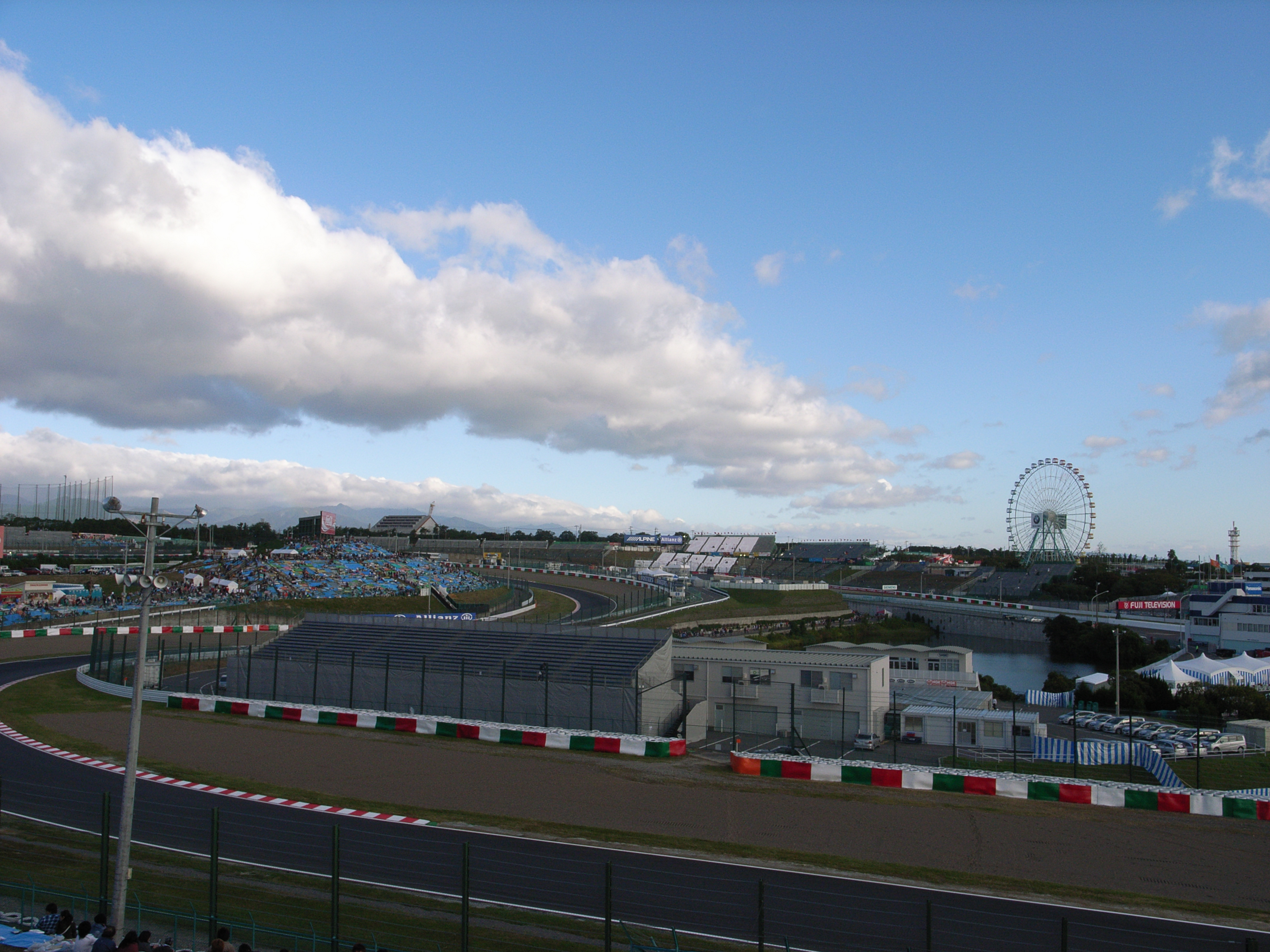
Suzuka Circuit seen in 2006

پیست سوزوکا (انگلیسی: Suzuka Circuit) یک پیست ورزش‌های موتوری در سوزوکا، میه، ژاپن است.
این پیست که معمولاً برای مسابقات فرمول یک استفاده می‌شود، در سال ۱۹۶۲ افتتاح شده و ظرفیت آن ۱۰۰٬۰۰۰ نفر است.